# Pneumant

Pneumant

Pneumant is een Duitse bandenfabrikant, gevestigd in Fürstenwalde, die sinds 2015 tot het Amerikaanse Goodyear-concern behoort. Geproduceerd worden zomer- en winterbanden, sinds 2015 ook weer onder de merknaam Pneumant.

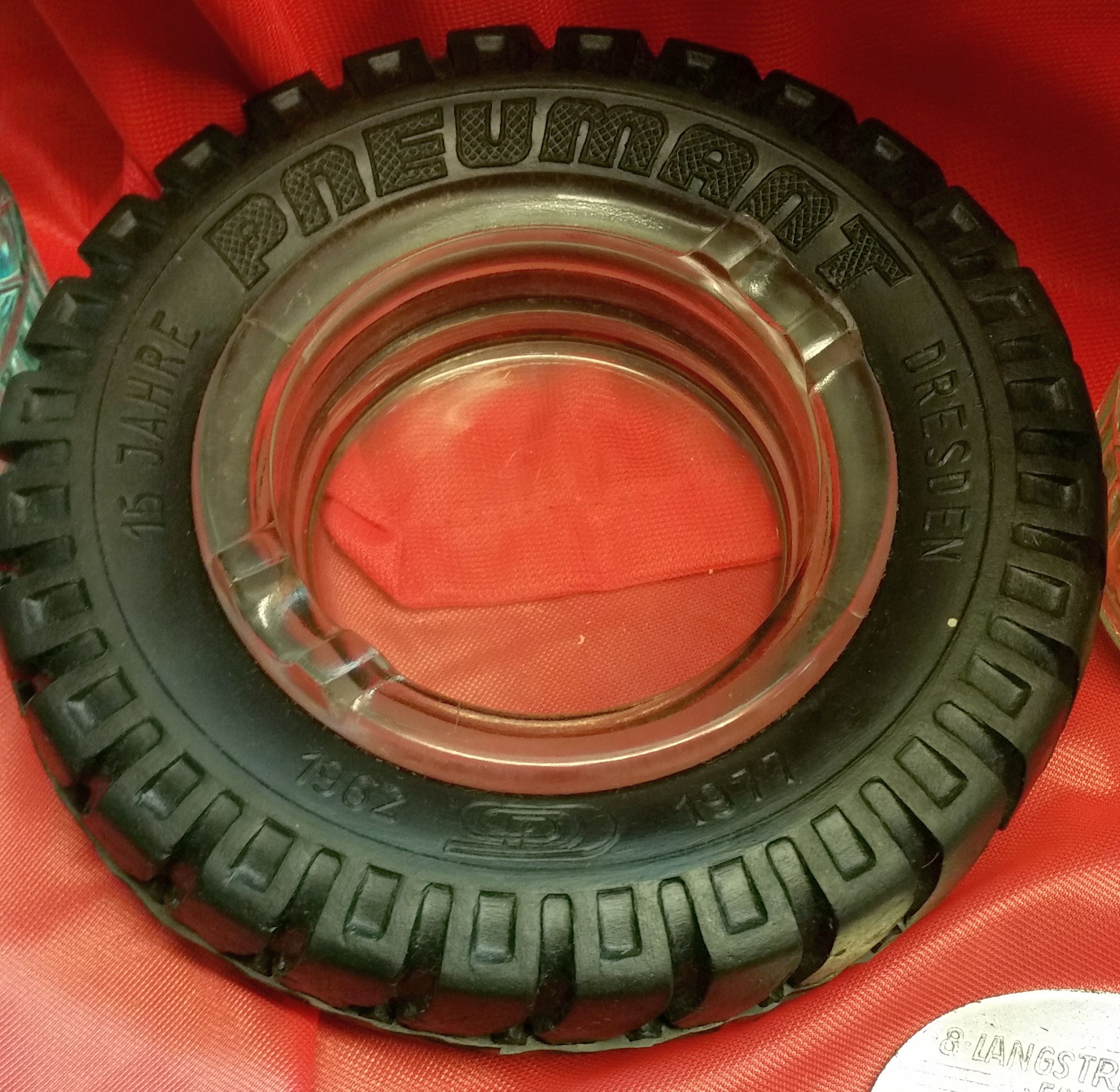
Asbak "15 Jahre Pneumant Dresden" van 1977 in het DDR-Museum in Pirna.

Tot 1989 was het bedrijf een volkseigen Kombinat, waarin de gehele Oost-Duitse bandenindustrie was verenigd. VEB Reifenkombinat Fürstenwalde was in de jaren 80 het grootste Kombinat van de DDR.
Onder de merknaam Pneumant (Warenzeichenverband der Reifenwerke der DDR e.V.) werden ook allerhande kunststof artikelen geproduceerd voor de industrie, handwerk en huishouden evenals auto-accessoires en speelgoed in het VEB Kombinat Plast- und Elastverarbeitung. Het leveringsprogramma varieerde van kunststof tanks en bagagekoffers tot huishoudelijke goederen zoals kunststof trechters, wasmanden, kinderbadkuipen en bestek voor kinderen.
De een na grootste sportvereniging van Brandenburg, BSG Pneumant Fürstenwalde, is vernoemd naar de bandenfabrikant uit Fürstenwalde.

## Geschiedenis

### Van de oprichting tot de Tweede Wereldoorlog

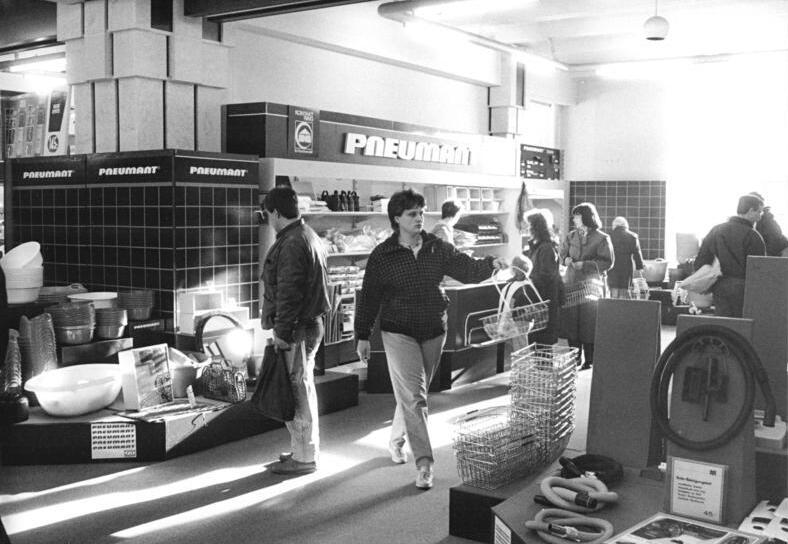
Ook kunststof artikelen voor keuken en bad werden onder de merknaam Pneumant verkocht.

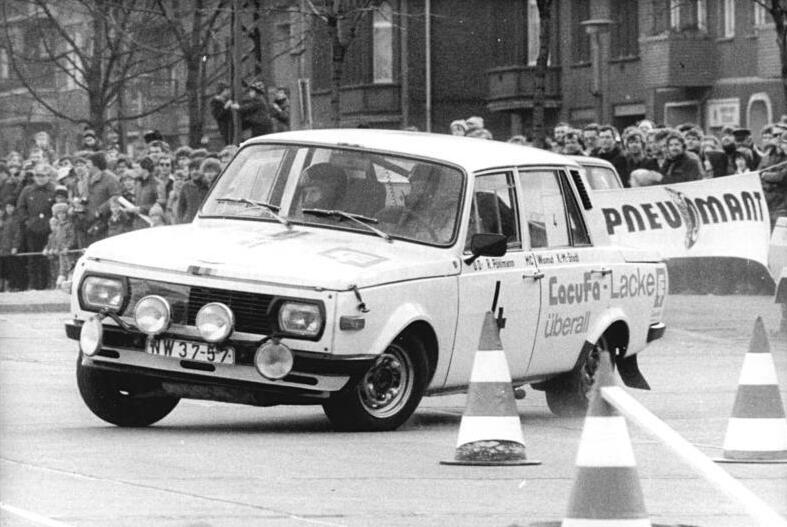
De openingsrace van de 23e Pneumant-Rallye in maart 1983 voor de Werner-Seelenbinder-Halle in Oost-Berlijn.

In het jaar 1906 werd de afdeling rubberbanden opgericht bij de Deutschen Kabelwerke AG (DeKaWe) in Berlijn. De bandenfabriek DEKA Pneumatik GmbH werd in 1922 zelfstandig. In 1936 maakt Pneumatik als eerste bandenfabrikant gebruik van het synthetische rubber Buna. In het jaar 1937 volgde de bouw van nieuwe productie- en opslaggebouwen in Ketschendorf bij Fürstenwalde.

### Monopolist in de DDR
In 1946 werd de bandenfabriek Riesa opgericht voor het coveren van banden en de productie van nieuwe banden, deze begon in 1956 met de productie van tubeless banden. Een jaar later begon de productie van vliegtuigbanden die ook gecoverd konden worden. Het nieuwe merk Pneumant met bijbehorend embleem werd in 1959 geïntroduceerd. Vanaf 1961 was het bedrijf bij de motorsport betrokken: de eerste Pneumant-Rallye vond plaats. Om de productie te verhogen werd in Dresden-Gittersee nog een bandenfabriek geopend.
In 1968 werd de gehele DDR-bandenindustrie onder de naam VEB Reifenkombinat Fürstenwalde samengevoegd. De nieuw ontstane monopolist had 11.000 medewerkers en produceerde banden voor merken als MZ, Wartburg en Trabant. Naast het stambedrijf, VEB Reifenwerk Fürstenwalde, behoorden vier producenten van nieuwe banden (in Riesa, Heidenau, Dresden en Neubrandenburg) tot het bedrijf. Daarnaast waren vijf fabrieken voor het coveren van banden (onder andere VEB Berliner Reifenwerk), een O&O-centrum evenals de buitenlandse handelsonderneming Pneumant Bereifung aangesloten. In 1984 werden 2,27 miljoen banden geproduceerd. In 1983 exporteerde het Kombinat banden ter waarde van 230 miljoen D-mark.
In 1973 begon in Riesa de productie van radiaalbanden voor personenauto's naar een licentie van Kléber-Colombes (tegenwoordig Michelin).

### Na de Wende
De Wende van 1989/90 bracht ook voor Pneumant drastische veranderingen met zich mee. In 1990 werden de Kombinats opgesplitst in zelfstandige ondernemingen, waaruit drie jaar later Pneumant Reifen & Gummi Werke GmbH ontstond. In 1995 werd het bedrijf eigendom van Dunlop-dochter SP Reifenwerke GmbH en werd de naam gewijzigd in Pneumant Reifen GmbH. In 1998 vierde Pneumant een groot jubileum: de 100 miljoenste band liep in Riesa van de band. Twee jaar later kreeg Pneumant de Europese onderscheiding Milestones in de categorie "Turnaround" uitgereikt. In 2006 werden in Fürstenwalde de eerste run-flatbanden voor Dunlop geproduceerd.
Vanwege teruglopende omzet maakte Dunlop in januari 2012 bekend met het merk Pneumant te stoppen. Op het laatst werden nog slechts 50.000 Pneumant-banden per jaar geprodceerd.
Dunlop begon in 2015 opnieuw met de productie, de banden worden via de Reutlinger handelsgroep Reiff verkocht in Duitsland en Oostenrijk. In hetzelfde jaar kondigde Dunlop aan de wereldwijde joint venture met Goodyear te verlaten, aan het einde van het jaar zou Goodyear alle aandelen krijgen.